# Vörös kutya: A kezdetek
A Vörös kutya: A kezdetek (eredeti cím: Red Dog: True Blue) 2016-ban bemutatott ausztrál családi filmvígjáték, amelyet Kriv Stenders rendezett és Daniel Taplitz írt. A főszerepben Jason Isaacs, Levi Miller és Bryan Brown látható. A 2011-es Vörös kutya című film folytatása, amely korábbi vándor napjait meséli el. A forgatás 2015 elején kezdődött.
A filmet 2016. december 26-án mutatták be.

## Szereplők
(Zárójelben a magyar hangok feltüntetve)
- Phoenix – Vörös kutya. Az első filmben a híres Koko alakította, majd a halála után másik kutya váltotta fel.[3]
- Levi Miller – Mick (Pál Dániel Máté)
- Jason Isaacs – Michael Carter / Felnőtt Mick (Kőszegi Ákos)
- Bryan Brown – Nagypapa (Vass Gábor)
- Calen Tassone – Taylor Pete / fiatal jackaroo (Baráth István)
- Hanna Mangan-Lawrence – Betty (Erdős Borcsa)
- Thomas Cocquerel – Stemple / Helikopterpilóta (Szatory Dávid)
- Kee Chan –– Jimmy Umbrella
- Steve Le Marquand –– Kicsi John
- Justine Clarke –– Diane Carter (Pataki Szilvia)
- Zen McGrath –– Theo Carter (Maszlag Bálint)